# Ahvenjärvi (Korpilombolo socken, Norrbotten)
Ahvenjärvi är en sjö i Pajala kommun i Norrbotten och ingår i Kalixälvens huvudavrinningsområde. Sjön har en area på 0,383 kvadratkilometer och ligger 137,9 meter över havet. Ahvenjärvi ligger i Torne och Kalix älvsystem Natura 2000-område.

## Delavrinningsområde
Ahvenjärvi ingår i det delavrinningsområde (744461-180554) som SMHI kallar för Ovan Krikinpojanjoki. Medelhöjden är 152 meter över havet och ytan är 15,52 kvadratkilometer. Räknas de 7 avrinningsområdena uppströms in blir den ackumulerade arean 238,93 kvadratkilometer. Äihämäjoki som avvattnar avrinningsområdet har biflödesordning 2, vilket innebär att vattnet flödar genom totalt 2 vattendrag innan det når havet efter 147 kilometer. Avrinningsområdet består mestadels av skog (72 procent) och sankmarker (12 procent). Avrinningsområdet har 0,38 kvadratkilometer vattenytor vilket ger det en sjöprocent på 2,5 procent.